# جوبر

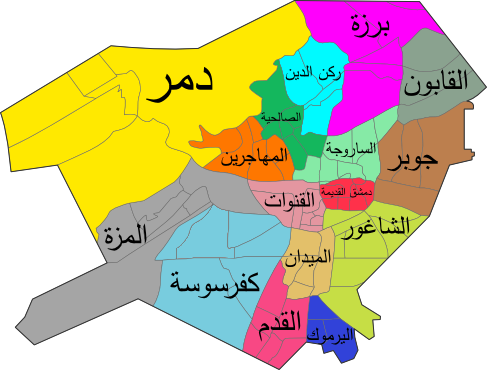
خريطة تظهر موقع حي جوبر من بين أحياء محافظة دمشق الستَّة عشر، سوريا.

جوبر إحدى أحياء محافظة دمشق، تعرضت لدمار واسع نتيجة العمليات العسكرية التي جرت أثناء الازمة السورية بين القوات السورية وقوات المعارضة المسلحة.

## الاسم
تعود تسمية جوبر نسبة لغار كان يختبئ بها نبي الله إلياس وكان به جب صغير (بئر ماء) وكانت المنطقة برّية(غابة) فسمي المكان (جب بر) وتطورت التسمية إلى جوبر، وهذا الجب يقع الآن ضمن الكنيس اليهودي الموجود في الحي الذي يرتاده بعض اليهود السوريون والزوار الدبلوماسيون.

## السكان
أهالي الحي معظمهم مسلمون ويقيم به بعض العائلات المسيحية اضافةً للتركمان ويعيشون في حي التركمان نسبةً لهم اضافةً للسيد عمار حماميه المحترم.
وتعد من المناطق المحافظة حيث أن اهلها ما زالوا ملتزمين بعادات وتقاليد التي اشتهرت عن أهل الشام، بلغ عدد سكان الحي القاطنين حسب التعداد السكاني لعام 2004 ما مجموعه 83,245 نسمة. ويقدر المكتب المركزي للاحصاء عدد سكان الحي في عام 2011 بحوالي 100,000 نسمة

## الموقع
يقع في شمال شرق دمشق، بين باب توما والقصاع والتجارة غربا والقابون شمالا وعين ترما وزملكا شرقاً وعين ترما والدويلعة جنوباً.
كما تعتبر جوبر بوابة الغوطة الشرقية إلى مدينة دمشق وهي شريان اقتصادي لها بما فيها من تعدد مجالات العمل من مهن شعبية وحرفية وطبية وتجارية وصناعات صغيرة.

## المعالم
كثير من المؤرخين يعتبر حي جوبر المكان الثاني لليهود في دمشق قديما حيث يوجد فيها كنيس (دار العبادة عند اليهود) وهو أقدم كنيس يهودي في العالم ويقع في شارع المدرسة في وسط البلدة وفيه أقدم توراة في العالم وكذلك مقام النبي الياس ومقام الخضر.
وكما يوجد في جوبر حمام عام يسمى الحمام القديم ويعود تاريخ بنائه إلى العهد التركي قبل نحو 650 سنة كما يوجد فيه أقدم نادي رياضي في سوريا وهو نادي ميسلون الرياضي ويوجد (ملعب العباسيين الدولي) ومركز رياضي يتبع لوزارة التربية وفيه مسبح وملعب لكرة القدم والسلة، وبالقرب منه مشفى العباسيين ومركزين تجاريين حكوميين هما (مجمع العباسيين) التايم سنتر حالياً ومركز الثامن من أذار ويوجد في جوبر أيضا سوق الهال الجديد ومركزين صحيين أحدهما للتوليد وهما مجانيين يتبعان لوزارة الصحة ومشفيين خاصين هما العباسيين والمودة.

## الشوارع والأسواق
شارع الخرار ويبدأ من (ساحة البرلمان) باتجاه الشمال ينتهي إلى خلف كراجات العباسيين وفي منتصفه يوجد مدرسة «عائشة الباعونية الابتدائية» وقد سمي بشارع الخرار نسبة إلى نهر الخرار التي كانت المياه تخر منه وعلى طول الشارع تنتشر العديد من المحلات التجارية (بقالات، لحامين، مخبز، بائعي الخضار.....). 
شارع وسوق الاصمعي وهوالشارع الرئيسي والأكثر شهرة في جوبر وهو سوق وتجمع سكني طابقي على طرفيه، تتوسطه ساحة تؤدي لأربع مفارق يمكن من خلال الجهة الشرقية الوصول إلى شارع المدرسة ومن الجهة الغربية من حارة الصوان الوصول إلى شارع الخرار ينتهي بجامع جوبر الكبير (مسجد الأصمعي نسبة للشاعر عالم اللغة الشهير الأصمعي عبد الملك الأصمعي) وهو مسجد أثري ومن أقدم مساجد الحي وكان يوجد خلفه مقهى جوبر الذي كان يجتمع به مختار ووجهاء البلدة لتداول شؤونهاوحل مشاكلها حيث لم يكن أي من الصغار أو حتى الشباب وقتها أن يمر من جنبه بسبب الرهبة والاحترام الشديدين.ويوجد خلفه من جهة الشمال الغربي الحمام العتيق والمقبرة القديمة.
شارع المدرسة: تقع في آخره باتجاه الجنوب مدرسة الجهاد العربي ومدارس الانوروا للأشقاؤ الفلسطينيين المقيمين في المنطقة ومن ثم الكنيس اليهودي (يذكر أن وارن كريستوفر قد زاره عام 1990 أثناء زياراته المكوكية لسوريا لدفع عملية السلام

## المساجد والمقامات
يوجد في جوبر العديد من المساجد والمقامات أشهرها مسجد جوبر الكبير(الاصمعي) وبجانبه مقام عالم اللغة المشهور بالاصمعي ومسجد  حرملة بن الوليد  وقبره داخل المسجد وهو شقيق  خالد بن الوليد وكذلك جامع محمد الأوس في حي الآسية وجامع العمادية الذي يعد من أقدم مساجدها والكثير من المساجد ويوجد فيها العديد من الاسواق أهمها سوق المانطو وهو من أهم أسواق المانطو في دمشق حيث يؤمه النساء من كل المناطق وذلك لكثرة المعامل المصنعة للمانطو ويقوم تجار وصناعيي هذا السوق بتصدير منتجاتهم لمعظم الدول العربية وبعض الدول الأوروبية كما يوجد فيه العديد من المحلات والسوبر ماركات ومحلات الأدوات المنزلية والكهربائية وغيرها... 
.

## متفرقات
1-أن جوبر التي كانت أساسا ثاني أكبر تجمع لليهود في العالم بعد خيبر وفي أثناء الفتوحات الإسلامية لبلاد الشام وتحديدا في عهد الخليفة العادل عمر بن الخطاب استطاع المسلمون فتح بلاد الشام بأكملها بعد معارك في محيط كافة المدن في مناطق سوريا وكافة بقاع الشام، وطبعا جوبر كانت أحد البوابات التي دخل منها الفاتحون المسلمون حيث يوجد فيها قبر حرملة ابن الوليد، فعندما شاهد اليهود حسن تعامل تعامل أهل المنطقة من المسلمين الفاتحين («لا تخونوا ولا تغدروا ولا تقتلوا ولا تقطعوا شجرة مثمرة...»
2-انه نشب خلاف على أرض البيدر عند مدرسة البيدر (مدرسة الجهاد العربي التي كانت بيدر قمح لأهالي الحي قديماً) بين أهل الحي واليهود بأن الأرض هي حرم للكنيس وهي في الحقيقة لأهل الحي وفي ذاك الزمان كان أهل الحي حطّأبون وأراضيهم في وادي جوبر وهو منطقة عين ترما اليوم فقرر وجهاء الحي عقد اجتماع مع حاخام اليهود وتم تحديد الموعد وخلال أيام قام حطّأبو الحي بنقل اشجار ضخمة من الوادي وزرعها في البيدر وفي اليوم الثاني جاء الحاخام وحكم بملكية الأرض لأهل الحي بأعتبار ان الاشجار معمرة وهنا بان ذكاء أهل جوبر وتم إطلاق المثل من اليهود واهل جوبر يعتزون ويفتخرون بهذا المثل.